# Diego Arboleda
Diego Arboleda (Estocolmo, Suecia, 1976) es un filólogo y escritor español de literatura infantil y juvenil.

## Biografía
Diego Arboleda nace en Estocolmo, Suecia en 1976, donde sus padres se habían trasladado cuando eran jóvenes por trabajos y estudios. Siendo un niño, su familia se establece en Madrid, ciudad donde se licenciará en Filología Hispánica por la Universidad Autónoma de Madrid. Su trabajo como librero, en una de las más importantes librerías de Madrid, le despierta su pasión por los cuentos clásicos y le lleva a introducirse en el mundo de la narrativa. En 2008 publica su primera obra “Tic-Tac”, galardonada con el Premio de Cuentos ilustrados de la Diputación de Badajoz e incluida en la Lista de Honor de la OEPLI. En 2014, gana el Premio Nacional de Literatura Infantil y Juvenil por “Prohibido leer a Lewis Carroll”, obra de la que el jurado destacó "su originalidad, sentido del humor y ritmo narrativo". Por esta obra recibió además el Premio Lazarillo cuando aún era un texto inédito en 2012, y el de la Fundación Cuatrogatos de Miami. Su colección protagonizada por el lobo Lupas y la jirafa Nanai ha tenido un gran éxito, convirtiéndose en una serie muy popular entre los lectores españoles y alzándose con el premio Torre de Agua 2021.

## Obras
| Año  | Título | Editorial             |
| ---- | --- | --------------------- |
| 2008 | Tic Tac | Dip. Prov. de Badajoz |
| 2009 | Mil millones de tuberías                                                                                        | Anaya                 |
| 2010 | Cuentos de la mala nieve                                                                                        | Dip. Prov. de Badajoz |
| 2011 | Mil millones de tuberías 2: Aventuras en espiral                                                                | Anaya                 |
| 2012 | Papeles arrugados                                                                                               | Anaya                 |
| 2013 | Prohibido leer a Lewis Carroll                                                                                  | Anaya                 |
| 2015 | Los descazadores de especies perdidas                                                                           | Anaya                 |
| 2016 | Tic-Tac. Cuatro cuentos y un secreto                                                                            | Libre Albedrío        |
| 2017 | Elio. Una historia animatográfica                                                                               | Anaya                 |
| 2019 | La bufanda más grande del mundo                                                                                 | Anaya                 |
| 2020 | Lupas y Nanai: Un misterio de fuego, Un misterio de aire, Un misterio de tierra y Un misterio de agua           | Anaya                 |
| 2021 | Fantasmada | Anaya                 |
| 2022 | Lupas y Nanai: Un misterio en el norte, Un misterio en el sur, Un misterio en el este y Un misterio en el oeste | Anaya                 |
| 2023 | Diminuto cumple años. Un tricuento medieval                                                                     | Anaya                 |
| 2024 | April Eye y los hermanos Manos: La carrera, Los diamantes, Los inventores                                       | Anaya                 |